# 上善水の如し
上善水の如し（じょうぜんみずのごとし）、上善如水（じょうぜんじょすい）は、古代中国の故事成語。出典は老子第八章。最高の善は水のようなものであるという意。

## 概要

### 解釈
金谷治は以下の様に評している。
「上善水の如しで」で、水の性質を模範とする言葉は、『老子』のなかではほかにもみえる。水の低いほうに流れて従順柔弱で争わないところに人勢の模範をとるのであって、『老子』の処世哲学が「濡弱謙下」などと評される（『荘子』天下篇）のと合致する。『老子』の特色がそこにみられるのでろう。

## 使用例
黒田官兵衛は、この言葉にちなんで自らを如水と号したとされ（諸説あり）、黒田官兵衛の水五訓はこの言葉と通ずる。
角福戦争で敗れた福田赳夫は、1972年自由民主党総裁選挙の翌朝に上善如水と揮毫していた。
白瀧酒造で製造されている酒の商品名はこの言葉から。社長は会社の理念はこの言葉としている。